# 林光哲
林 光哲（はやし みつあき、1990年10月7日 - ）は、日本の俳優、モデル。オフィスサカイ所属。旧芸名は左 光哲（ひだり みつあき）。

## 略歴
2012年、『ぼくの夏休み』でデビュー。
2018年、現在の芸名に改名。
2023年、ミュージカル『刀剣乱舞』に鬼丸国綱役で出演。7月にオフィシャルファンクラブを開設。

## 人物
- スリーサイズはB86・W77・H97[3]。
- 足のサイズは27.0cm[3]。
- 趣味はアニメ鑑賞、映画鑑賞、テレビゲーム[2]。
- 特技は韓国語、サッカー、歌唱[2][3]。
- 嫌いな食べ物はトマト

## 出演

### テレビドラマ
- ぼくの夏休み（2012年、東海テレビ）予科練生 役[3]
- 永遠の0（2015年、テレビ東京）特攻隊員 役[3]
- ワイルド・ヒーローズ（2015年、日本テレビ）ヤクザ 役[3]
- この世界の片隅に（2018年、TBS）帰還兵 役[3]
- いだてん〜東京オリムピック噺〜（2019年、NHK総合）日本選手団 役[3]
- 集団左遷!!（2019年、TBS）銀行員 役[3]
- HiGH&LOW THE WORST EPISODE.O（2019年、日本テレビ）泰・清一派[3]

### ウェブドラマ
- 仮面ライダーアマゾンズ season2（2017年、Amazon Prime Video）中島隊員 役[3]

### 舞台
- 流れる雲よ2013〜空〜（2013年）村下中佐 役[3][6]
- 朗読劇『岸田國士を読む』（2013年）[3]
- ぞめきの消えた夏2013-蝶-（2013年）土屋軍曹 役[3][7]
- クローゼットZERO（2014年）[8]
- 人狼の王子様2（2014年）シャルル 役[9]
- CHANGING〜二つの行方〜（2014年）[10]
- 赤毛のアン（2015年 - 2018年）ギルバート / 駅員リチャード 役[3][11]
- ミュージカル『刀剣乱舞』- 鬼丸国綱 役
  - 花影ゆれる砥水（）（2023年4月30日 - 6月18日[注 1]、TOKYO DOME CITY HALL 他）[4][13]
  - ㊇ 乱舞野外祭（）（2023年9月17日 - 24日、富士急ハイランド・コニファーフォレスト）[14]
  - 祝玖寿 乱舞音曲祭（いわいのくじゅ　らんぶおんぎょくさい）　（2024年10月5日 - 12月1日、サンドーム福井他）
  - 目出度歌誉花舞 十周年祝賀祭（2025年7月29日・30日、東京ドーム）[15]
- ハンサム落語2023（2023年10月4日 - 9日、CBGKシブゲキ!! / 10月13日 - 5日、シアター朝日）[16]
- 舞台 華の天羽組 -天京戦争編-powered by ヒューマンバグ大学（2023年12月9日 - 17日、品川プリンスホテル クラブeX）- 六⾞謙信 役[17]
  - 舞台 京極の轍-京羅戦争編-powered byヒューマンバグ大学（2024年5月17日 - 26日、新宿FACE）[18]
- 音楽劇『不思議な国のエロス』 ～アリストパネス『女の平和』より～（2024年2月16日 - 25日、新国立劇場 小劇場）[19]
- 舞台『OVER SMILE 2024』（2024年3月1日 - 10日、あうるすぽっと） - ドナルド 役[20]
- 無情報 結成10周年記念公演『BILL'S BILLS BUILDS』（2024年6月20日 - 23日、CBGKシブゲキ!!）[21]
- 舞台『転生したらスライムだった件』-魔王来襲編&人魔交流編-（2024年7月25日 - 28日、天王洲 銀河劇場 / 8月2日・3日、サンケイホールブリーゼ） - ヨウム 役 [22]
- 舞台『終遠のヴィルシュ -ErroR:salvation- Case. Scien Brofiise』（2024年12月19日 - 29日、シアターサンモール） - アンクゥ 役[23]
- 朗読劇『文豪Letters』2025年2月公演（2025年2月22日、北とぴあ ドームホール）[24]
- 噺家噺（2025年4月2日 - 6日、CBGKシブゲキ!!） - 主演・久蔵 役[25]
- 舞台『文豪とアルケミスト 紡グ者ノ序曲』（2025年5月1日 - 11日、IMM THEATER / 5月17日・18日、京都劇場） - 小泉八雲 役[26]
- 舞台『探偵東堂解の事件録 -大正浪漫探偵譚-』（2025年9月20日 - 28日〈予定〉、すみだパークシアター倉）[27]
- Reading Act『スクルージと呼ばれた男』（2025年12月27日 - 30日〈予定〉、博品館劇場）[28]

### 映画
- 時がとまっとる（2014年）[3][29]
- 任侠学園（2019年、エイベックス・ピクチャーズ）[3]
- HiGH&LOW THE WORST（2019年、松竹）[3]
- サイレント・トーキョー（2020年、東映）[3][30]
- ペテン狂騒曲（2024年、フリック）主演・坂木誠人 役[31]

### CM
- みずほ銀行（2017年、Web）新入社員 役[3][32]